# San Antonio (Quezon)
Pour les articles homonymes, voir San Antonio (homonymie).
San Antonio est une municipalité de la province de Quezon, aux Philippines.